# スティーブン・チョン
スティーブン・チョン（張致恒、Steven Cheung、1984年11月10日-）は、香港出身の歌手、Sun Boy'zのメンバー。母はオランダ人、父は中国人。身長178cm、体重65kg、さそり座。エンペラー・エンターテインメント・グループ所属。

## 略歴
2002年、ケニー・クァンともにアイドル歌手ユニット「Boy'z」（現：Sun Boy'z）のメンバーとしてデビューし、美貌とそのスタイルのよさでまたたくまに人気を博した。2005年にケニー・クァンがソロ活動を開始後、代わってデニス・マック（麥子豪、Dennis Mak）が加入。2006年、ウィリアム・チャン（陳偉霆、William Chan）が加入後にバンド「Sun Boy'z」と改称、但し2008年4月に、ウィリアム・チャンがSun Boy'zを脱退。

## 作品

### Boy'z時代の作品
2003年:
- LaLa 世界
- LaLa 世界（第二版）
- 一起喝采
- A Year to Remember（AVEP）

2004年:
- A Year To Remember（3rd Version）
- Boy'zone 男生圍
- Boy'zone（Version 2）
- Boy'z Can Cook
- Joy to the World Christmas Hits（協力アーティスト：ツインズ、ユミコ・チェンとイザベラ・リョン）

2005年:
- 星Mobile超時空接觸コンサート
- 八星報囍賀賀囍（協力アーティスト：ツインズ、ユミコ・チェン、イザベラ・リョン、ディープ・ンとドン・リー）

### Sun Boy'z時代の作品
2007年:
- Sun Boy'z – All for 1（新曲+精選）

## 出演

### 映画
- 2003年：『古宅心慌慌』 - 丁霸 役
- 2004年：『這個亜爸真爆炸』
- 2004年：『香港国際警察/NEW POLICE STORY』（ゲスト）
- 2004年：『6AM』
- 2005年：『バグ・ミー・テンダー 恋と友情の物語』
- 2005年：『恋する花火』
- 2005年：『西遊記リローデッド』 - 沙憎 役
- 2006年：『犀照』 - 方力 役
- 2006年：『雲水謠』
- 2007年：『ツインズ・ミッション』
- 2007年：『校墓處』
- 2007年：『甜心粉絲王』 - 蘇蝦 役
- 2008年：『惡男事件』 - 華冠南 役

### テレビドラマ
- 2003年：NOW.COMウェブドラマ『一起喝采』
- 2003年：TVBドラマ『當四葉草碰上劍尖時』 - 羅振國 役
- 2014年：TVBドラマ『ネバー・ダンス・アローン』 - 巫志堅 役